# Magdalena Matusiak
Magdalena Matusiak (ur. 14 listopada 1992) – polska siatkarka, grająca na pozycji przyjmującej lub libero. Reprezentowała barwy BKS-u Aluprofu Bielsko-Biała.

## Kluby
- BKS Aluprof Bielsko-Biała (wychowanka)

## Sukcesy
- 2010 –  Złoty medal mistrzostw Polski
- 2011 –  Brązowy medal mistrzostw Polski